# Santa Maria degli Angeli (Assisi)
Santa Maria degli Angeli er en del af byen Assisi i Umbrien, Italien. Den ligger på sletten nedenfor Assisi på bjergskråningen.
Bydelen har navn efter kirken. Denne vældige bygning rummer under sin kuppel det beskedne lille kapel, som var midtpunkt for de grenhytter, der var Frans af Assisis og hans tilhængeres faste sted mellem deres vandringer.
Det var også her Clara, stifteren af klarrisserordenen – den kvindelige gren af franciskanerordenen, sluttede sig til den nye bevægelse i 1212.
Blandt disse hytter var også den, hvor Frans døde d. 3. oktober 1226. 
Santa Maria degli Angeli er også Assisis stationsby.
- Wikimedia Commons har flere filer relateret til Santa Maria degli Angeli (Assisi)

43°03′32″N 12°34′41″Ø / 43.0589°N 12.5781°Ø